# FC Hessleholm
FC Hessleholm, bildad 16 oktober 2008, är en idrottsförening i Hässleholm. Föreningen bedriver fotboll för flickor och damer. Damernas fotbollslag har som bäst spelat i förstadivisionen, division 1 (2012–2013). Idag spelar damerna i division 2 och klubben har damlag, utvecklingslag, F17 och även fem olika flicklag i åldrar födda 2008–2016.

## Historia
Då de två lokala föreningarna IFK Hässleholm och Hässleholms IF konkurrerade om samma spelare och båda klubbarna hade svårt att bedriva spel med två lag inom varje förening, så den 16 oktober 2008 fattades det slutgiltiga beslutet att inleda ett samarbete mellan damlagen i IFK Hässleholm och Hässleholms IF. Första säsongen (2009) var Hässleholms IF:s lag i division 4 farmarlag till IFK Hässleholms lag i division 3 detta för att den nya föreningen skulle kunna starta upp med spel på de gamla lagens platser i division 3 och 4. 
Man valde samtidigt att spela i andra färger än de tidigare moderföreningarnas, Den nya loggan bildades av färgerna i de tidigare föreningarna (Gult för IFK Hässleholm och Grönt för Hässleholms IF).
Målet var också att successivt integrera Hässleholms flickfotboll i den nya föreningen. Idag har FC Hessleholm ca 250 fotbollsspelande tjejer som medlemmar.

## Klubbordförande
- Roger Nilsson 2008-2012
- Patrik Lennartsson 2013–2017
- Linda Olandersson 2018–2020
- Jonas Bertilsson 2021–

## Tränare
- 2009
- 2010
- 2011
- 2012
- 2013
- 2014
- 2015
- 2016
- 2017
- 2018 - 2019 - Sonja Fransson - Assisterande: Charlotte Bergstrand, Olle Nilsson
- 2020 - Fredrik Edfors, Sonja Fransson - Assisterande: Kristian Franzén, Charlotte Bergstrand, Olle Nilsson
- 2021 - Alexander Fridlund - Assisterande: Renée Salomonsson, Andre Johansson, Mattias Engdahl, Olle Nilsson
- 2022 - Rikard Svensson - Assisterande: Renée Salomonsson, Olle Nilsson